# Jennas Kuchen – Für Liebe gibt es kein Rezept
Jennas Kuchen – Für Liebe gibt es kein Rezept (Originaltitel: Waitress) ist ein US-amerikanisches Filmdrama von Regisseurin Adrienne Shelly aus dem Jahr 2007, die auch das Drehbuch schrieb. Des Weiteren wirkt sie in der Rolle der Dawn, der Freundin der namensgebenden Hauptdarstellerin mit.

## Handlung
Die liebreizende Kellnerin Jenna ist in einer unglücklichen Ehe mit dem egomanischen, cholerischen und tyrannisierenden Earl gefangen. Gemeinsam mit ihren zwei Kolleginnen und besten Freundinnen, Becky und Dawn, arbeitet sie in einem mittelmäßigen Diner in einem Südstaatenkaff der Vereinigten Staaten, wo sie lediglich durch das Kuchenbacken (Pies) phantasievoller und einzigartiger Kreationen, die die Kunden beglücken, Erfüllung findet. Eine ungewollte Schwangerschaft, über die sie sich nicht zu freuen vermag, lässt in ihr den Wunsch wachsen, ihrem tristen Alltag zu entkommen, ihren Ehemann zu verlassen und ein neues Leben zu beginnen. Dazu spart sie schon länger Geld und hofft zusätzlich, bei einem Kuchenbackwettbewerb die 25.000 Dollar für den ersten Platz zu gewinnen.
In dieser Situation stürzt sie sich in eine stürmische Affäre mit ihrem neuen Gynäkologen Jim Pomatter. Fortan ist sie hin- und hergerissen zwischen den Gefühlen zu Jim, die sie empfindet und auslebt, und ihren moralischen Grundsätzen, die ihr als verheiratete Frau ein solches Verhältnis zu einem verheirateten Mann eigentlich verbieten. Auch sonst versucht Jenna, immer freundlich und korrekt zu ihren Mitmenschen zu sein. Für den reichen und grantigen Besitzer des Restaurants Joe’s Pie Diner, Old Joe, ist sie der einzige Freund und auch für ihren stets barschen direkten Vorgesetzten Cal hat sie nette Worte.
Doch die Beziehung zu Jim bietet ihr keinen echten Ausweg, weil er verheiratet ist und seine Frau vermutlich nicht verlässt. Auch die Hoffnung auf den Gewinn des Wettbewerbes muss Jenna begraben, da Earl sie nicht wegfahren lässt.
So kommt es, dass Jenna erst nach der Entbindung beim Anblick ihrer Tochter Lulu den Mut findet, ohne Earl ein neues Leben zu beginnen. Auch der Affäre mit Jim gibt sie einen Laufpass, wobei ihr entgegenkommt, dass Old Joe ihr vor einer schweren Operation sehr viel Geld schenkt. Damit ist Jenna fortan finanziell unabhängig und eröffnet ihr eigenes Restaurant Lulus pies.

## Kritiken
„Verhalten-melancholische Komödie um die Selbstfindung einer sarkastisch-stoischen Frau, der charmante Nebenfiguren zur Seite gestellt werden. Überzeugend gespielt, unterhaltsam durch viel Dialogwitz, auch wenn das komödiantische Rezept nicht ganz aufgeht.“